# Cerneci, Bârzula
Cerneci (în ucraineană Чернече, transliterat: Cernece) este un sat în comuna Balta din raionul Bârzula, regiunea Odesa, Ucraina.

## Demografie
Componența lingvistică a comunei Cerneci
     Ucraineană (96,21%)
     Rusă (3,39%)
     Alte limbi (0,4%)
Conform recensământului din 2001, majoritatea populației comunei Cerneci era vorbitoare de ucraineană (96,21%), existând în minoritate și vorbitori de rusă (3,39%).